# 下後腸骨棘
下後腸骨棘は、腸骨の後面と下面にある骨の「背骨」または突起を表す解剖学的ランドマークである。
それは後面にある2つの棘のうちの1つであり、もう1つは上後腸骨棘である。これらの2つの棘は、骨の切り欠きによって分離されている。これらは、腰の高さで、皮膚に2つのくぼみとして現れる。
下後腸骨棘は、耳介表面の後肢に対応する。

## 追加の画像

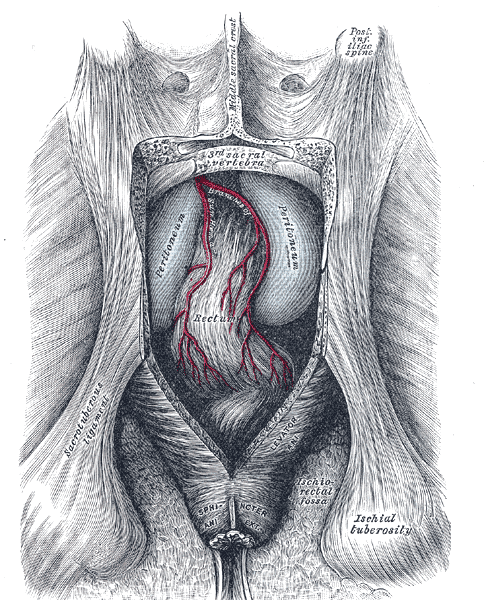
仙骨の下部と尾骨を取り除くことによって露出した直腸の後面。